# Odzadnji slovar
Odzádnji slovár (tudi obŕnjeni, retrográdni slovár, slovar a têrgo) je slovar, ki ima besede abecedno razvrščene od desne strani besede proti levi,  tako da so najprej navedene besede, ki se končujejo s črko a, nato tiste, ki se končujejo s črko b, itd. Na enem mestu so zbrane besede, ki se končajo na določeno črko oz. na več enakih črk (na primer na ost). Slovenščina je svoj sodobni odzadnji slovar (Odzadnji slovar po Slovarju slovenskega knjižnega jezika) dobila leta 1996.
Odzadnji slovar ni tako zanimiv za zelo širok krog bralcev, je pa pomembno orodje za jezikoslovce ter za vzgojno-izobraževalno in učno rabo. V jezikoslovju so odzadnji slovarji bistveni za reševanje besedotvornih, oblikoslovnih, oblikoglasnih in akcentskih vprašanj, pomembni so pa tudi za matematično, statistično ter računalniško jezikoslovje. Uporaben je tudi za prevajalce poezije, saj pomaga pri iskanju rim.